# دينيسون كليفت
دينيسون كليفت (بالإنجليزية: Denison Clift)‏ هو كاتب سيناريو ومخرج أمريكي، ولد في 3 مايو 1885 في سان فرانسيسكو في الولايات المتحدة، وتوفي في 17 ديسمبر 1961 في هوليوود في الولايات المتحدة.

## وصلات خارجية
- دينيسون كليفت على موقع IMDb (الإنجليزية)
- دينيسون كليفت على موقع ألو سيني (الفرنسية)
- دينيسون كليفت على موقع أول موفي (الإنجليزية)
- دينيسون كليفت على موقع قاعدة بيانات الأفلام السويدية (السويدية)
- دينيسون كليفت على موقع قاعدة بيانات الفيلم (الإنجليزية)
- دينيسون كليفت على موقع كينوبويسك (الروسية)